# Sweet Shanghai Devil
Sweet Shanghai Devil – drugi album studyjny norweskiej grupy muzycznej Shining. Wydawnictwo ukazało się w 2003 roku nakładem wytwórni muzycznej Jazzland Records. 

## Lista utworów
Opracowano na podstawie materiału źródłowego.
1. "Firewalker " - 2:42
2. "Where Do You Go Christmas Eve" - 5:28
3. "Jonathan Livingston Seagull" - 4:53
4. "Sink" - 5:49
5. "Shanghai Devil" - 3:53
6. "Miserys Child" - 5:38
7. "Cellofan Eyes" - 5:56
8. "Reanimator-After Rain" - 9:17

## Twórcy
Opracowano na podstawie materiału źródłowego.
| - Aslak Hartberg - akustyczna gitara basowa - Torstein Lofthus - perkusja - Morten Qvenild - pianino | - Jørgen Munkeby - flet, saksofon tenorowy - Bugge Wesseltoft - produkcja muzyczna - Sten Nilsen - produkcja muzyczna |

## Wydania
| Rok  | Nr katalogowy        | Format    | Wytwórnia                         | Region   | Źródło |
| ---- | -------------------- | --------- | --------------------------------- | -------- | ------ |
| 2003 | 038 266-2, 038 266-2 | CD, Album | Jazzland Records, Universal Music | Norwegia | [ 2 ]  |